# Яранский Пророчицкий монастырь
Яра́нский Проро́чицкий монасты́рь (Анно-Пророчицкий монастырь) — бывший мужской монастырь в пригороде Яранска, ныне Кировская область, Россия. Принадлежал Вятской епархии Русской православной церкви.

## Описание
Располагался в нынешнем пригороде Яранска местечке Опытное Поле.

## История
Обитель основана в 1899 году (по другим данным — в 1898-м) епископом Вятским и Слободским Алексием (Опоцким) в 10 км от Яранска, в имении Опытное Поле покойной купчихи Анны Беляевой. Главный его престол освятили в честь Симеона Богоприимца и святой праведной Анны Пророчицы, в храме имелся также придел в честь Василия Блаженного. Его строителем и настоятелем был назначен иеромонах Нил. В помощь отцу-строителю был отправлен иеромонах Матфей (Швецов) — будущий известный святой Матфей Яранский. Первоначально он служил келейником у настоятеля: топил печи, кипятил самовар, следил за чистотой; позже стал экономом и казначеем.
В 1902 году настоятелем Яранского Пророчицкого монастыря был назначен иеромонах Геннадий (Парфентьев). В «Дневнике инока» епископ Вениамин (Милов) отмечал мирный, благодатный, богоугодный настрой, сложившейся в Яранском Пророчицком монастыре под руководством игумена Геннадия, который пользовался авторитетом среди местного населения, окормлял насельниц местных женских обителей, принимал участие в создании Покровской женской обители Котельнического уезда.
Со временем обитель возрастала, в 1917 году там подвизались 31 монах и 45 послушников. Монастырь был обнесён оградой с башнями, при нём функционировали церковно-приходская школа, библиотека и иконописная мастерская.
В 1918 отец Геннадий (Парфентьев) был возведён в сан архимандрита.
Из-за высокого авторитета Яранского Пророчицкого монастыря среди местного крестьянского населения советская власть решила разогнать обитель, начав с конфискации 10 сентября 1918 года значительной части монастырского имущества. В ноябре 1918 года отец Геннадий был задержан и отправлен в Вятку, однако уже в январе 1919 года он вернулся в обитель. Вскоре власти приказали монахам покинуть монастырь в срок до 2 февраля 1919 года. Архимандрит Геннадий старался подготовить всё необходимое, чтобы братия смогла продолжить свою иноческую жизнь в новых чрезвычайных условиях. В начале февраля 1919 года была предпринята попытка сохранить монастырский храм, передав его общине верующих, в которую входили прихожане из окрестных деревень. В апреле 1919 года в Вятской тюрьме архимандрит Геннадий был приговорён к расстрелу за то, что, будучи ответственным за монастырь, скрывал зерно и крупчатку для совершения церковных обрядов. Расстрелян 10 ноября 1919 года (имя архимандрита Геннадия (Парфентьева) включено в поимённый список Собора новомучеников и исповедников Церкви Русской постановлением Священного синода Русской православной церкви от 23—24 сентября 2021 года).
В 1921 году монастырь закрыли, с его территории выгнали всех монахов. В 1928 году монастырь закрыли окончательно.
25 мая 2013 года в Опытном Поле неподалёку от бывшего монастыря был заложен камень в основание нового храма во имя преподобного Матфея Яранского. Приходская жизнь в местечке была возобновлена.

## Известные настоятели (годы упоминания)
- Нил (Поляков) (1899—1902)
- Геннадий (Парфентьев) (1902—1919)[5]
- Афанасий (Мухачёв) (и. о. с 1921; 1923—1928)